# Pasargadae
Koordinaten: 30° 12′ 0″ N, 53° 10′ 46″ O

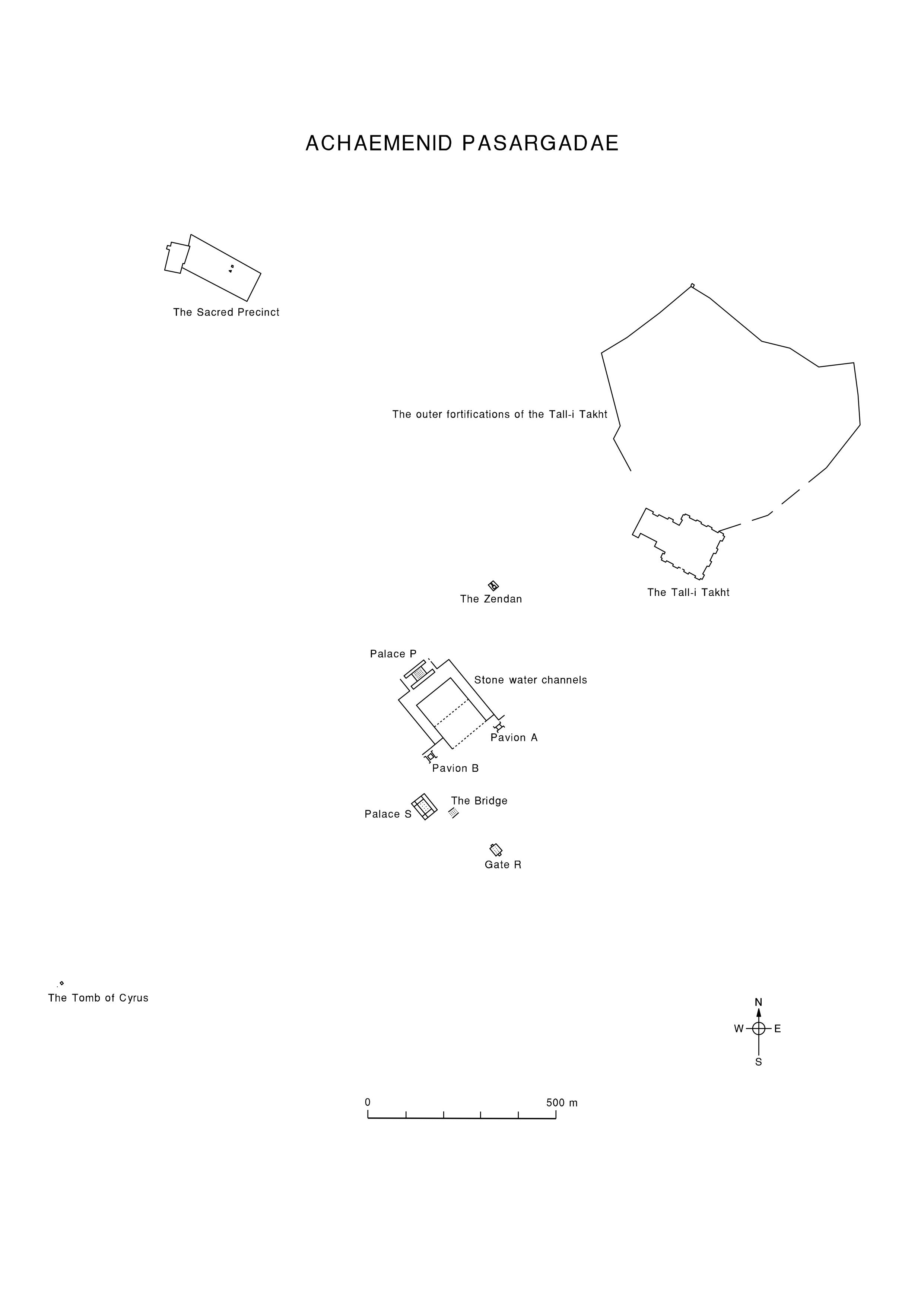
Plan von Pasargadae

Die altpersische Residenzstadt Pasargadae oder Pasargad (persisch پاسارگاد, DMG Pāsārgād; altgriechisch Πασαργάδαι Pasargádai, lateinisch Pasargadai) liegt in 1900 m Höhe auf der Murghab-Ebene im Zagrosgebirge der Persis (heute iranische Provinz Fars in Süd-Iran) und war die erste Residenz der Achämeniden, etwa 130 km nordöstlich von Schiras. Die Gegend zieht Nutzen aus permanenten Wasserressourcen und einem milden Klima im Sommer.

## Name
Der elamische Name für die Residenz des Kyros II. lautet Batrakataš. Das Toponym ist auf mehreren Tontafeln des Festungsarchivs von Persepolis im Zusammenhang von königlichen Lagerhäusern und dem königlichen Schatz überliefert. Von der heutigen Wissenschaft wird der elamische Name wegen seiner Nähe zum antiken griechischen Begriff Pasargadai als Synonym für die Residenz von Kyros II. in der Bedeutung „beschützendes Haus“ interpretiert. Die Erwähnung in den Tontafeln von Persepolis ist der älteste Beleg auf den Namen der Residenz.
In der Antike wird Pasargadae erstmals von Herodot in seinen Historien überliefert. Er verwendet den Begriff für den wichtigsten der persischen Stämme und gibt keinen Hinweis auf eine Ortsangabe. Man nimmt heute aber an, dass der Ort unter den Griechen des 4. Jahrhunderts v. Chr. bekannt war. Der deutlichste Hinweis liefert eine aramäische Zusammenfassung eines längeren fragmentarischen griechischen Texts auf einer Wegmarke aus der Seleukidischen Ära auf dem Tall-e Takht, die in den frühen 1960er Jahren gefunden wurde. Die lange Zeit verbreitete Meinung, dass die Residenz von Kyros II. ursprünglich die Schreibweise Parsa statt Pasa hatte, wird heute nicht mehr geteilt. Denn erst unter Dareios I. wurde die Herrschaft der Könige persisch und führte zur Namensgebung der nächsten königlichen Residenz (Persepolis) und die Umbenennung des südwestlichen Iran von Anschan in Parsa.

## Entwicklung der Architektur im südwestlichen Iran
Aufgrund einer Reihe von Ausgrabungen hat man heute eine ungefähre Vorstellung von der traditionellen iranischen Architektur vor den Achämeniden. Vom 8. bis 6. Jahrhundert legte man große Felsbrocken direkt auf den Boden. Flache Steine wurden unter die Säulen aus Holz gestellt und um die Sockel Lehmziegel und Gips geschichtet. Holz wurde für die Säulen, Sparren, Türstürze und Treppen verwendet, Lehmziegel für die oberen Wände und Bögen. Schmale Fenster in der Breite eines Bleistifts und Schießscharten prägten das Bild gegen außen, während Türöffnungen, Wandaussparungen und blinde Fenster dem Innern vorbehalten waren.
Die Ruinen von Pasargadae, dem ältesten der Paläste der Achämenidenkönige, sind Ausdruck einer grundlegenden Änderung in der Bautätigkeit im Südwesten Irans und Zeugnis einer herausragenden Steintechnik, deren Herkunft in Lydien und Ionien lag. Die riesigen Steine der Fassade der Plattform von Tall-e Takht wurden ohne Mörtel zusammengefügt, wobei sich die Steinmetze einer fortschrittlichen Fugentechnik bedienten, Anathyrosis genannt. Diese Technik ermöglicht ein stabiles Produkt mit minimalem Aufwand, in dem nur die Randstreifen geglättet und abgeglichen werden.

## Anlage

### Tall-e Takht

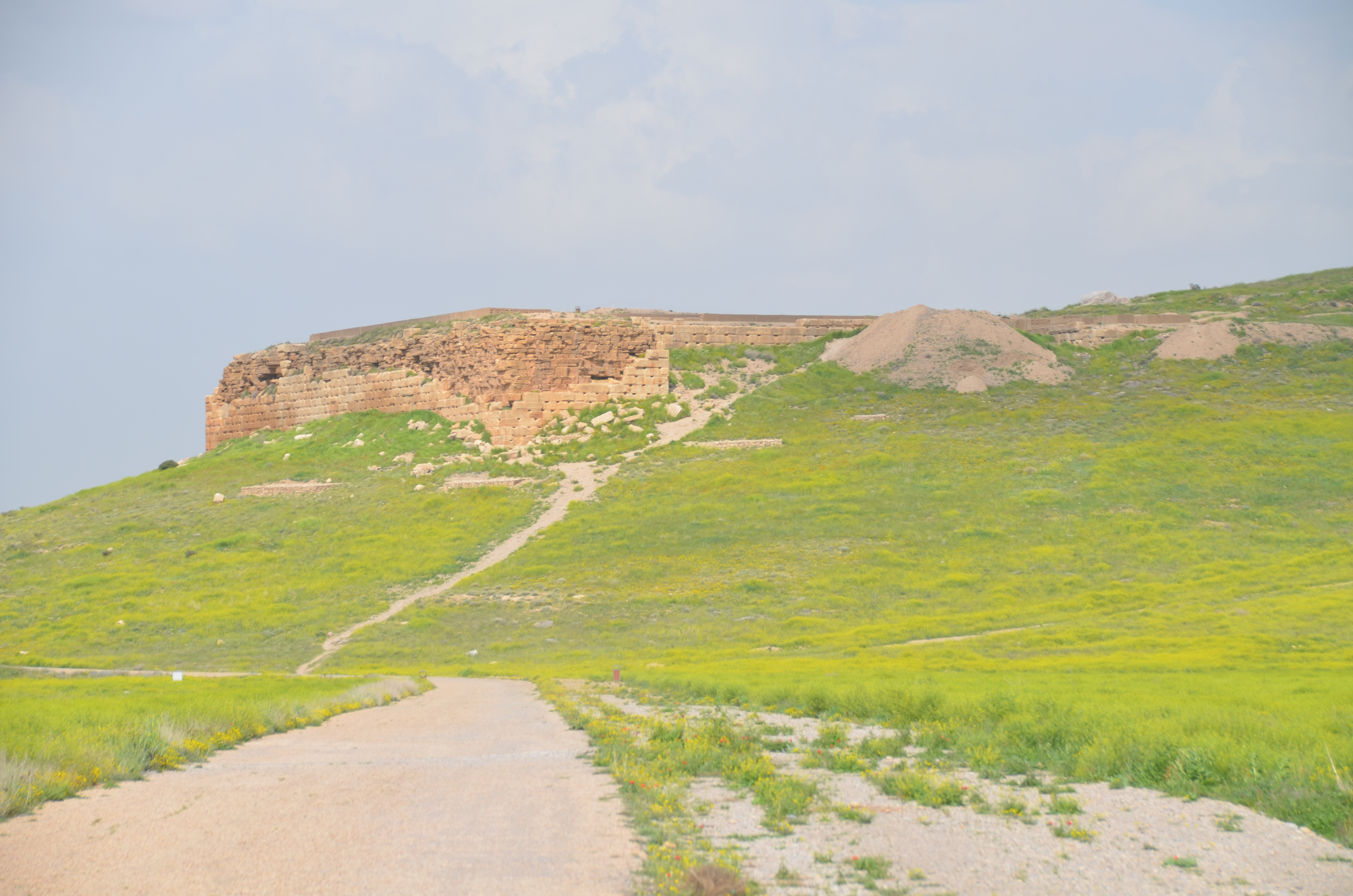
Die Plattform von Tall-e Takht von Südwesten

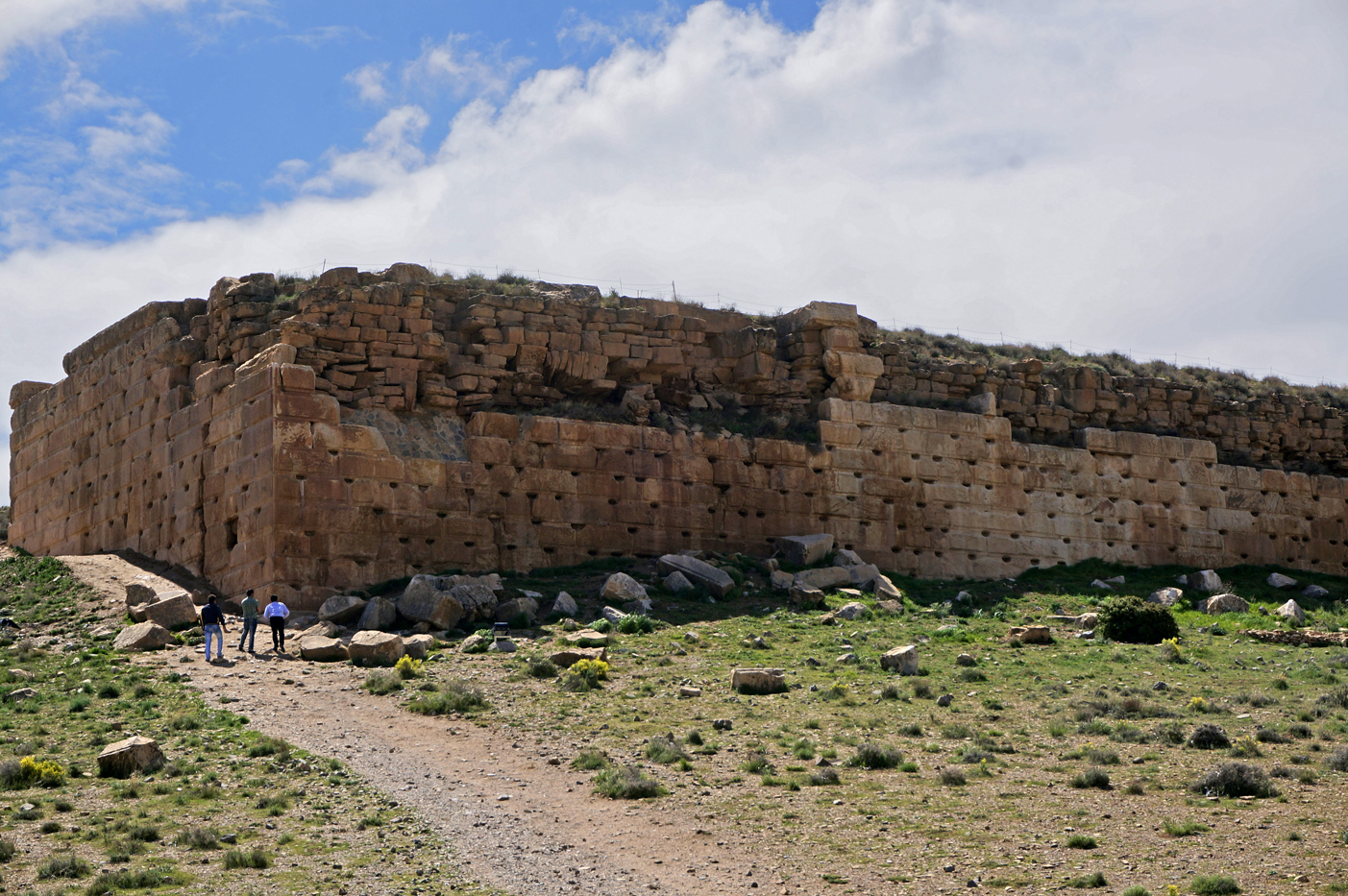
Die behauenen Steinquader von Tall-e Takht der ersten Schicht und dahinter die zweite Schicht mit dem rötlichen Sandstein

Der Tall-e Takht, der Thronhügel, ist eine mit Steinen geebnete Plattform und befindet sich im Nordosten der Murghab-Ebene. Sie ist lokal bekannt unter dem Namen „Takht-i Madar-i Sulaiman“ (der Thron der Mutter von Salomo). Die Plattform misst im Norden 66 m, im Westen 79 m und im Süden 98 m. Die historischen Bautätigkeiten können in vier Perioden unterteilt werden: Periode I bezeichnet die Bautätigkeit unter Kyros II. Periode II umfasst ausgedehnte Lehmziegelkonstruktionen vom späten 6. bis zum frühen 3. Jahrhundert v. Chr. Periode III ist der Beleg für eine dritte Wiederbesetzung und Periode IV zeigt Spuren einer befestigten vor-islamischen Besiedelung.
Von den baulichen Überresten der Periode I können drei Schichten unterschieden werden: eine äußere und innere Mauer mit einem Kern. Die äußere Mauer bestand aus behauenen Kalksteinen mit verschiedenen Längen, die bis zu zwanzig Mal übereinander arrangiert waren und dort eine Höhe von 14,5 m erreichten. Sie bestand aus rechteckigen Steinquadern von gleicher Höhe und unterschiedlicher Längen, die ohne Mörtel behauen und übereinander aufgeschichtet wurden. Überall dort, wo die Fassade mehr als ein paar Meter über dem Boden lag, wurde jede vertikale Verbindung mit einem Paar Schwalbenschwanzklammern aus Eisen und Blei verstärkt. Gerade diese Klammern waren in späterer Zeit ein begehrtes Gut, so dass an vielen Stellen die gewaltsame Entfernung der Klammern zu sehen ist. Die innere Mauer enthielt grob behauene rötliche Sandsteine in verschiedenen Formen und Größen. Im Kern wurden kleine dunkelgraue Kalksteine verwendet.
Ein Teil einer Brüstung im Süden ist erhalten geblieben. Sie besteht aus schweren Steinblöcken und ist mit Paneelen und Aufhängeleisten ausstaffiert. Ob Kyros II. geplant hatte, um die ganze Plattform eine Brüstung zu bauen, ist nicht klar.
Auf der Nordseite wurden im 20. Jahrhundert von Archäologen zwei breite Treppen entdeckt, A und B. Sie deuten darauf hin, dass die Plattform nicht als befestigter und unbezwingbarer Stützpunkt vorgesehen war. Die Treppe B wurde 1951 von einem iranischen Team unter der Leitung von Ali Sami Shirazi und die Treppe A 1961 von britischen Archäologen ausgegraben. Die Treppe A weist eine Breite von 5,5 m auf, die Höhe einer Treppenstufe misst 26 cm und eine Tiefe von 53 cm. Die Treppe B weist eine Breite von 5,85 m auf, die Höhe einer Treppenstufe misst wie die Treppe A 26 cm und eine Tiefe von 53 cm.
In die Mauer von Tall-e Takht wurden über 70 verschiedene Zeichen von Steinmetzen eingeritzt, die auf zwei verschiedene Baugruppen hindeuten. Sie zeigen Kreise, Kreuze und L-förmige Zeichen, die bereits von fragmentarischen Mauern vom lydischen Palast in Sardis bekannt sind. Es gibt Parallelen zwischen den Zeichen und östlichen-griechischen und anatolischen Siegeln, Münzen und bemalten Vasen.
Das Basiswissen für das Mauerwerk der Plattform von Tall-e Takht stammt von Lydien und Ionien. Das Wissen um diese Technik kann erst ab 546 v. Chr. erfolgt sein, als die persische und griechische Kultur in einen kontinuierlichen Kontakt kam. Die Zeichen der Steinmetze deuten darauf hin, dass diese direkt vom unvollendeten Tempel der Artemis in Ephesos nach Pasargadae gebracht wurden. Die weiten Enden der Schwalbenschwanzklammern und die Abwesenheit des Zahnmeißels zeigen, dass die Arbeiten an der Plattform von kurzer Dauer waren. Der Zahnmeißel ist in Griechenland erst um 570 v. Chr. sichtbar und in Pasargadae nur vereinzelt zu erkennen. Erst ab 530 v. Chr. gewann das Werkzeug in Iran an Popularität, bevor es eine generelle Akzeptanz zu Beginn des 5. Jahrhunderts v. Chr. erlangt. Der Bau der Plattform von Tall-e Takht wird aus diesen Gründen zeitlich auf 546 bis 530 v. Chr. festgelegt.

### Grabmal von Kyros II.

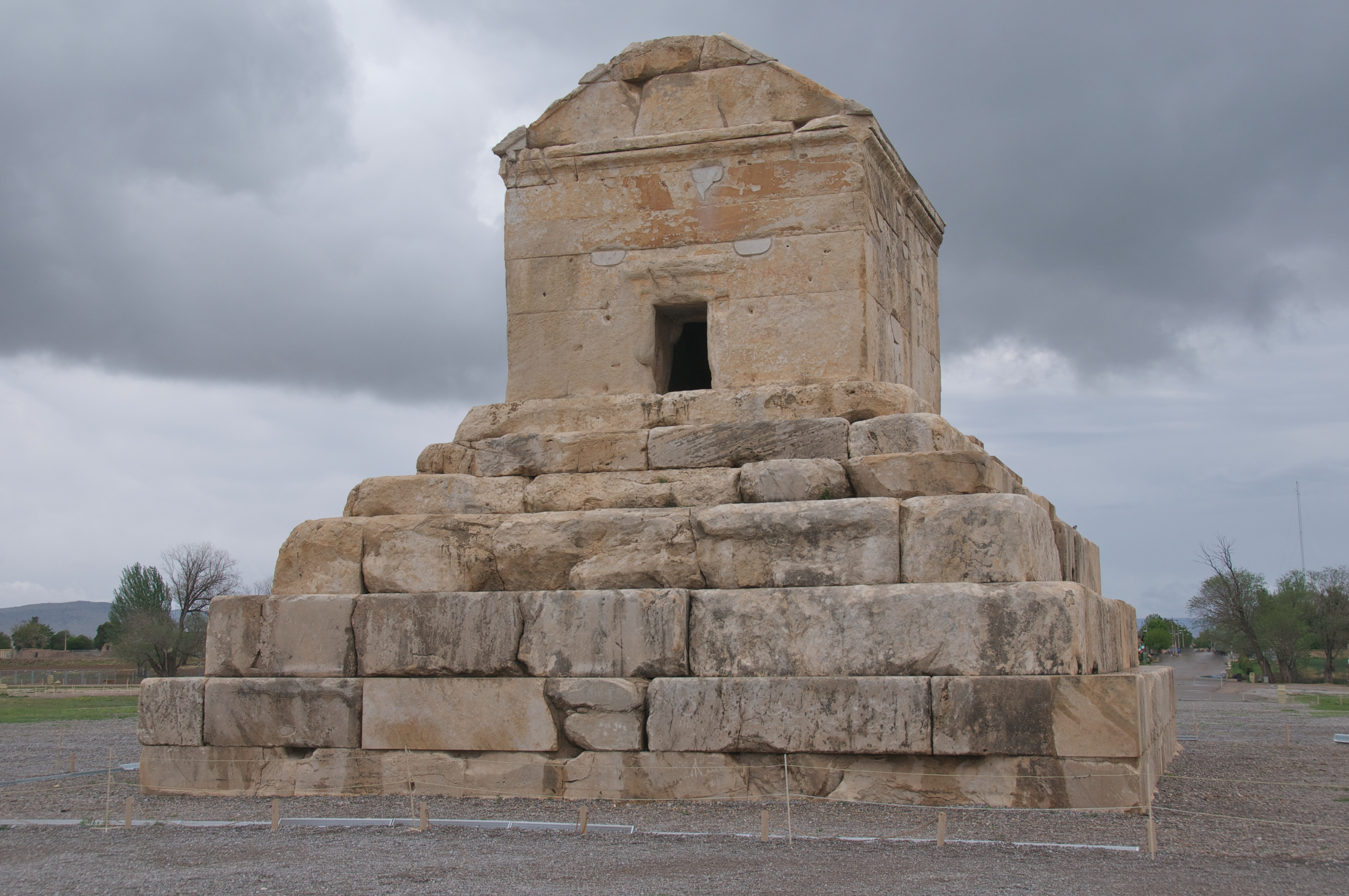
Das Grabmal von Kyros II.

Mit einer gewissen Distanz zu den übrigen Gebäuden dominiert das Grabmal von Kyros II. den Süden der Murghab-Ebene und zieht von überall her den Blick auf sich. Mit seinen monumentalen Steinblöcken und dem Fehlen von Dekorationen strahlt es „Würde, Einfachheit und Kraft“ aus. Seine Höhe mit den Treppen und der Grabkammer betrug wahrscheinlich über 11 m. Die unterste Stufe hat eine Höhe von 1,65 m, die zweite und dritte 1,05 m und die letzten drei je 57,5 cm. Die Grabkammer misst an der Basis 6,4 m Länge und 5,35 m Breite. Die Mauern sind 1,5 m dick. Die Türe ist 1,39 m hoch und 78 cm breit.
Mit seinen Dimensionen, seiner Erscheinung und in den Details weist es, etwa bei der Form des Giebeldach-Hauses, anatolische Einflüsse, im Besonderen lydische und ionische Merkmale, auf. Nimmt man noch die Form der elamischen Zikkurat hinzu, erscheint das Kyros-Grab als griechische, anatolische und iranische Synthese. Mit der Einführung einer neuen Bauweise und dem Beiziehen von Arbeitern aus vielen Ländern war es „zweifellos“ die Absicht von Kyros II., mit seinem Grab auf die Einzigartigkeit des achämenidischen Reichs hinzuweisen. Die Grabstätte wird auf 540 bis 530 v. Chr. datiert.

### Tor R

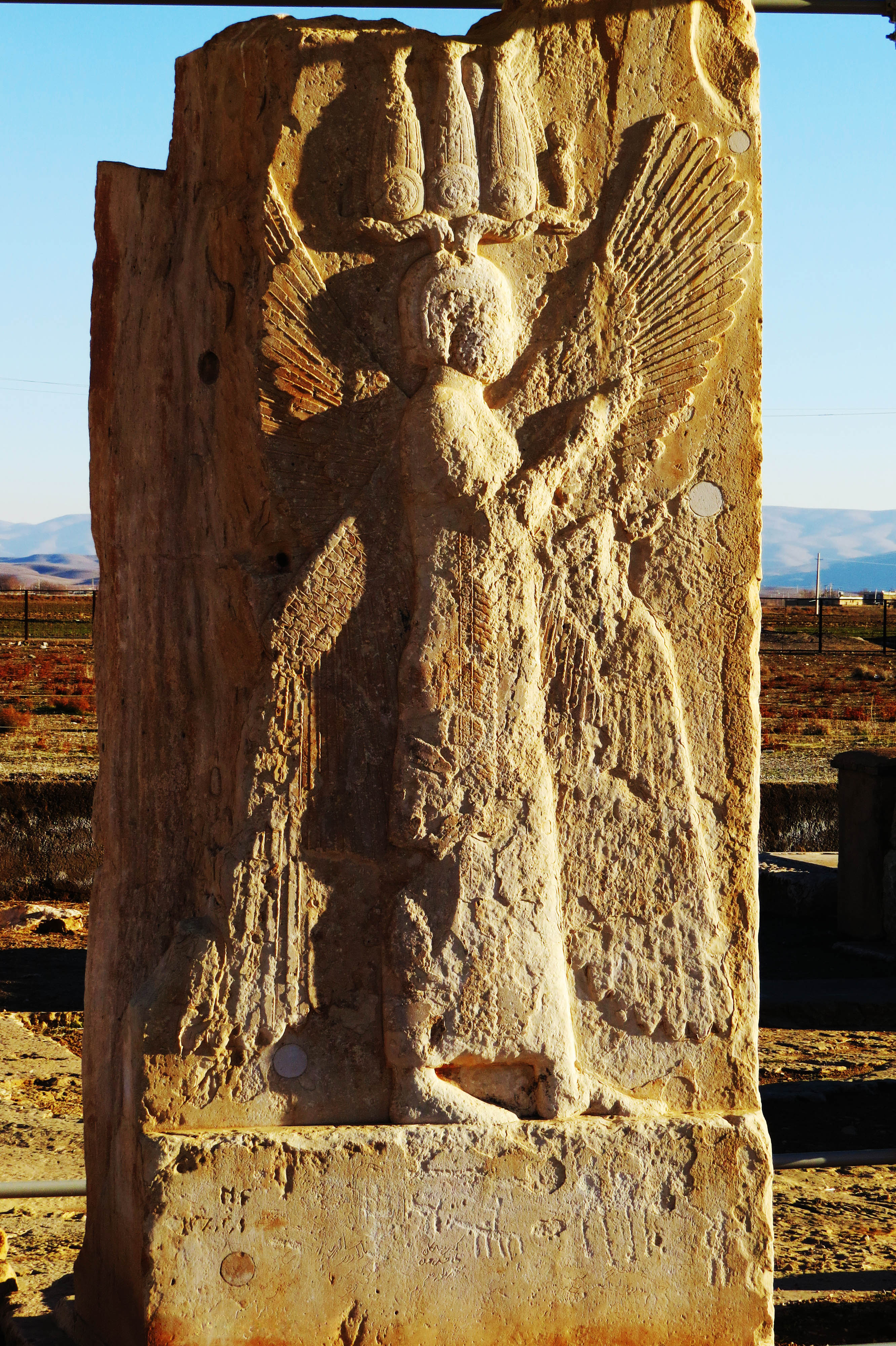
Die geflügelte Figur am Eingang von Tor R

Das Tor R steht im östlichen Teil des Palastbezirks von Pasargadae. Die Bezeichnung R für dieses Torgebäude stammt von dem ersten Ausgräber Ernst Herzfeld, der den Bau als Palast R, der Palast mit dem Relief, bezeichnet hat. Ursprünglich war das Tor R ein rechteckiger Bau von 28,5 m Länge und 25,5 m Breite. Die Halle als Hypostyl gebaut konnte durch zwei Haupt- und zwei Seiteneingänge betreten werden und war über 16 m hoch. Der nordöstliche Seiteneingang beherbergt das Relief mit der einen vierflügeligen Genius darstellenden Figur, deren Blick ins Innere des Tors gerichtet ist. Man vermutet, dass die anderen Eingänge innen und außen ebenso mit Reliefs geschmückt waren. Acht quadratische Säulensockel mit einer Seitenlänge von 2 m und einer Höhe von mindestens 20 cm zeigen die Position der Säulen an. Der Durchmesser der untersten Säulentrommel könnte 1,25 m Durchmesser betragen haben.
Über der Figur auf dem Relief war ursprünglich die Inschrift CMa angebracht, die zwischen 1861 und 1874 mitsamt dem Stein spurlos verschwunden ist. Die Figur mit den vier Flügeln trägt die ägyptische Hemhem-Krone, die auf einer eng anliegenden gerippten Kappe angebracht ist. Die Kleidung besteht aus einem bodenlangen Fransengewand. Die Figur trägt keine Schuhe.
Unter den verschiedenen architektonischen Einflüssen, die am Tor R sichtbar sind, liegen die deutlichsten einheimischen Spuren in der Gliederung. Hohe rechteckige Hallen mit zwei Säulenreihen finden sich bei Hasanlu 1000 bis 800 v. Chr. und bei den Medern im 7. Jahrhundert v. Chr. Die Besonderheit von Tor R ist seine Zusammenstellung von westlicher Bautechnik, Fundamenten, Steinpflaster, Sockeln, Säulen und Türrahmen, die alle das Material Stein verwenden. Diese bildeten eine enge Verbindung mit verputzten Lehmziegelmauern und einem teilweise aus Holz bestehenden Dach.
Die geflügelte Figur hat ihren Ursprung im assyrischen Lamassu und im Besonderen im geflügelten magischen Wächter im Palast von Sargon II. in Khorsabad. Es wird vermutet, dass in Analogie zum Palast von Sargon II. die anderen Eingänge von Tor R mit Stier-Reliefs geschmückt waren. Die Haltung der Figur wiederum erinnert an die Basaltstele von Nabonid und die Kleidung wie auch die eng anliegende Kappe an die Darstellung des elamischen Prinzen am Ulai. Die Figur zeigt bemerkenswerte Parallelen mit den neubabylonischen, syrisch-phönizischen und elamischen Kulturen. Dabei handelt es sich nicht um eine einfache Übernahme, sondern es zeigt sich bereit die Ruhe und Eleganz der späteren achämenidischen Skulpturen.

### Empfangshalle/Der Palast S

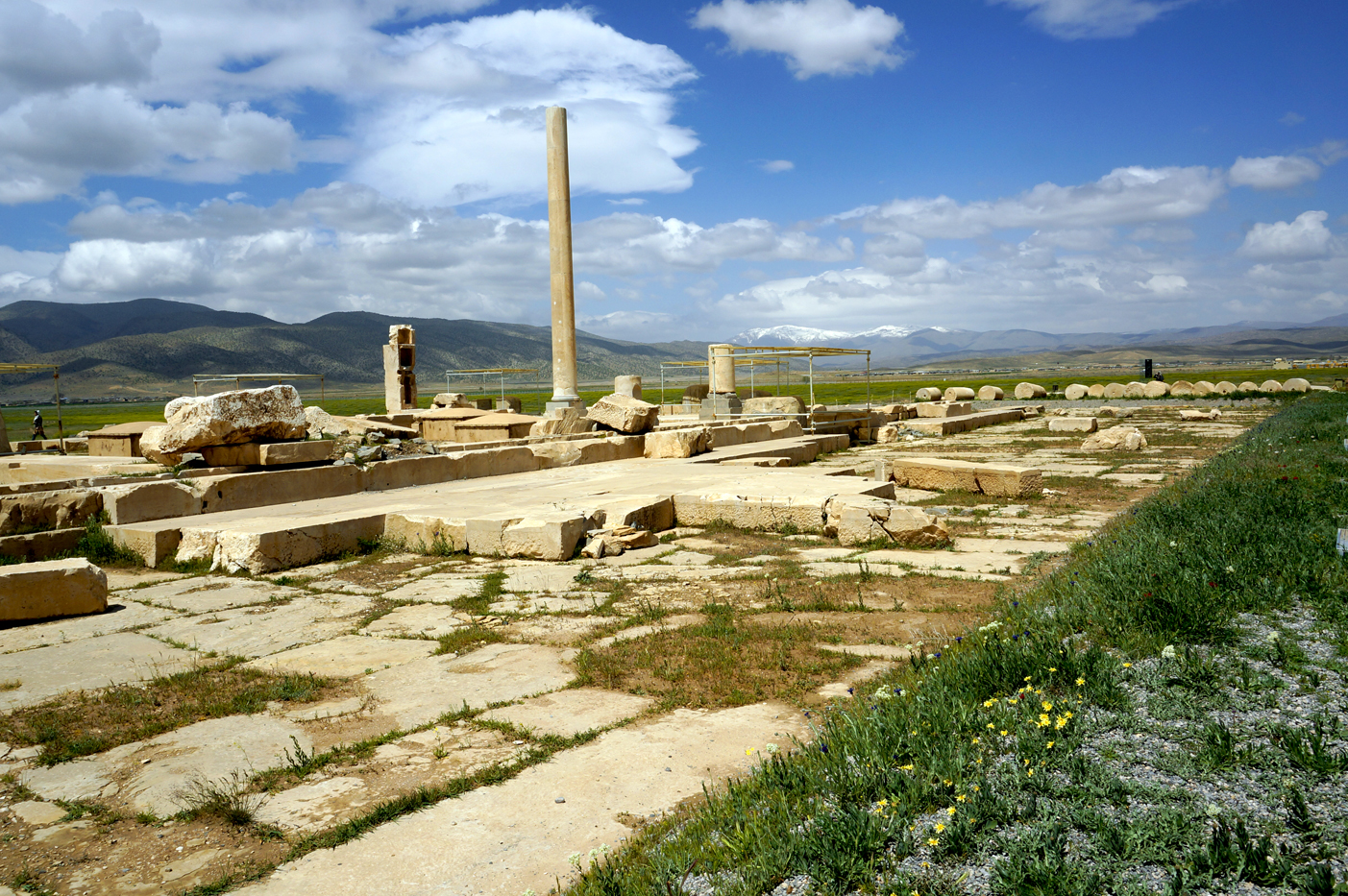
Die Empfangshalle (Palast S) mit dem Ante links und der Säule rechts. Vorne sind die Schichten des Steinbodens und die Sitzbank gut sichtbar

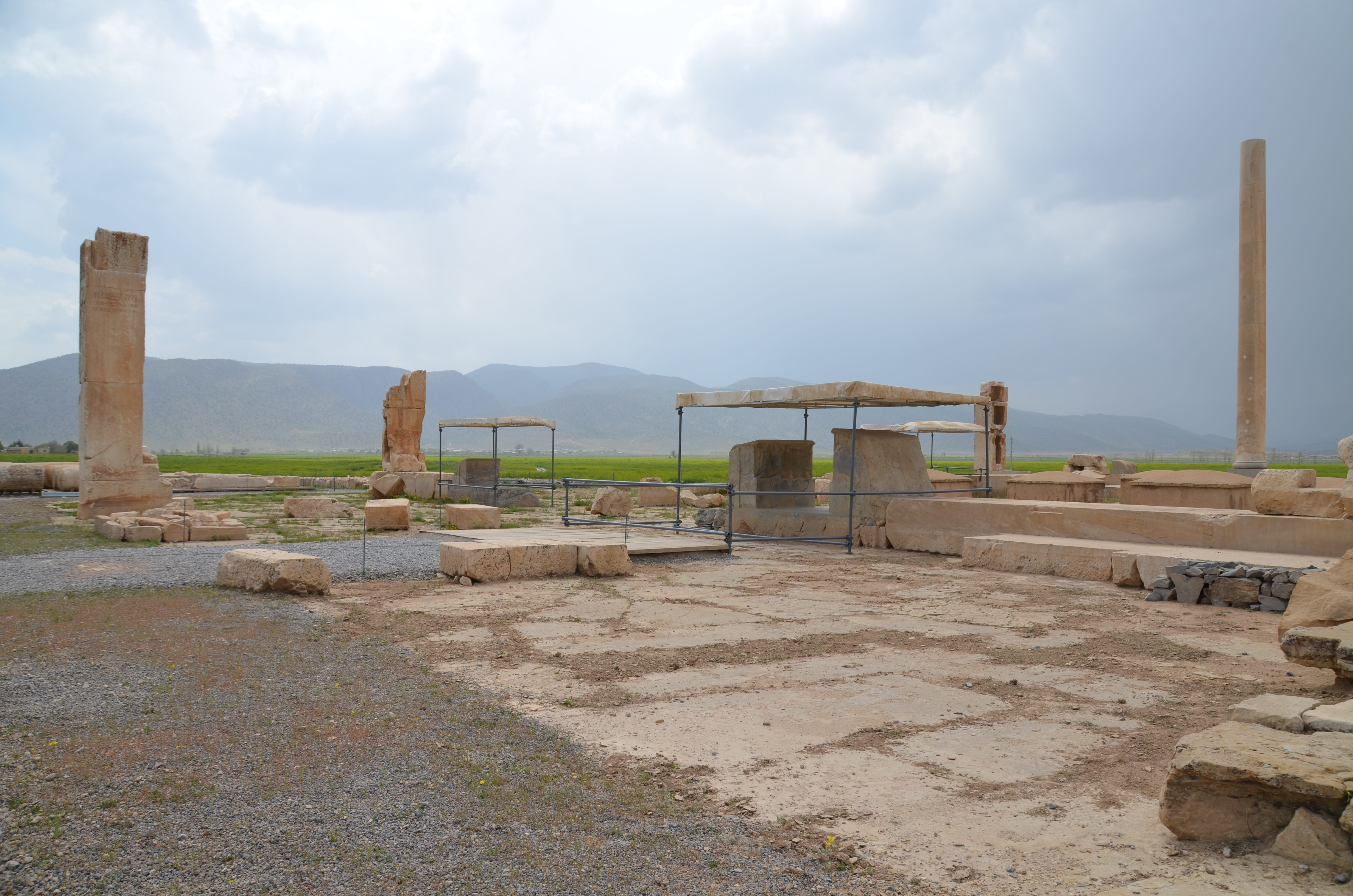
Links die Ante der Empfangshalle mit der Inschrift CMa. Auf der Bildmitte sind die Überreste des südöstlichen Eingangs (unter dem Schutzdach) zu sehen. Vor diesem Eingang standen ursprünglich zwei Reihen mit je 8 Säulen

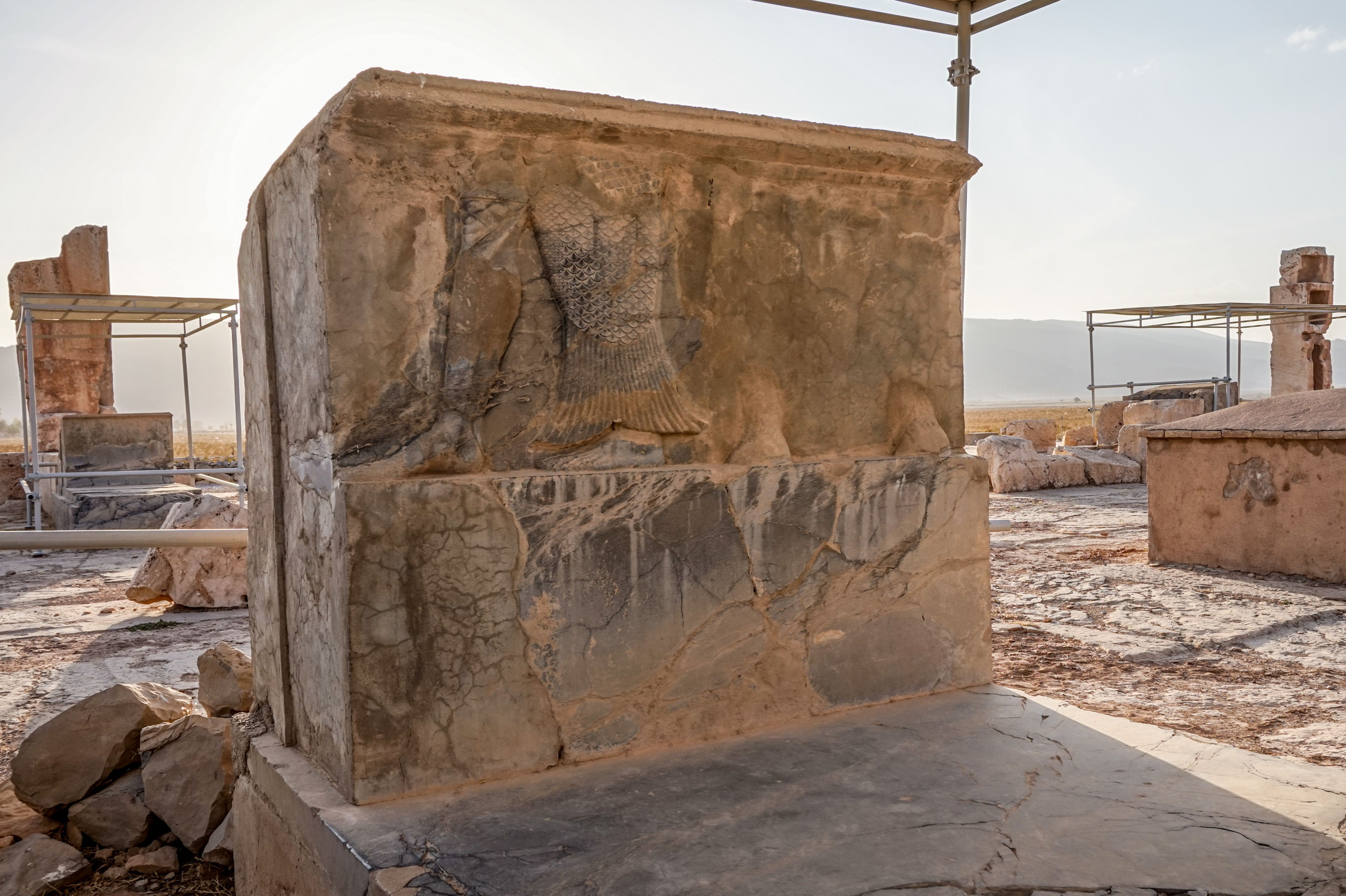
Relief am südöstlichen Eingang der Empfangshalle

Die monumentale Empfangshalle (der Audienzpalast des Kyros oder Palast S) liegt zwischen der Toranlage bzw. dem Tor R und dem Wohnpalast bzw. Palast P. Sie ist etwa 1250 m nordöstlich vom Grabmal des Kyros II. entfernt und wird häufig unter dem Namen Palast S, der so vom ersten Ausgräber so bezeichnete Palast mit der Säule, aufgeführt. Der Palast S kann als Vorgängerbau des Apadana in Persepolis angesehen werden.
Von den ursprünglich 116 Säulen der Halle steht heute eine einzige Säule mit einer Höhe von über 13 m. Sie wurde mit drei verbliebenen Anten erstmals 1811 und ein zweites Mal 1840 von den Brüdern William und William Gore Ouseley skizziert. Seither entstanden sechs verschiedene Pläne des Gebäudes, die den mühevollen Weg zum Verständnis dieser Halle aufzeigen. Die letzte Zeichnung stammt aus den Ergebnissen der archäologischen britischen Expedition, die von 1961 bis 1963 unter der Leitung von David Stronach stattgefunden hat. Sie basiert auf den Vorarbeiten der persischen Expedition unter der Leitung von Ali Sami, der 1950 vom ganzen Gelände die oberste Bodenschicht abtragen ließ. Die von David Stronach 1978 veröffentlichte Zeichnung weicht in entscheidenden Bereichen von den vorherigen Zeichnungen ab, wie zum Beispiel der grundsätzlichen Form des Gebäudes, der Anzahl Portikus und deren Säulen, der Anzahl der Seitenräume und dem Standort der heute noch vollständig erhaltenen Säule.
Die Empfangshalle war ein rechtwinkliges Gebäude mit einer Hypostyl-Halle von 32,35 m Länge und 22,14 m Breite. Die Halle hatte zwei Reihen von je vier Säulen. Die aus Lehmziegel bestehende Mauer war zwischen 1,62 und 1,64 m dick. Auf allen vier Seiten der Halle gab es Eingänge mit Portikus. Die seitlichen Portikus hatten zwei Reihen mit je acht Säulen, der südwestliche Portikus hatte in der gleichen Anordnung vierzehn Säulen und der lange Portikus im Nordosten zwei Reihen mit je vierundzwanzig Säulen. Die einzige heute noch sichtbare Säule aus weißem Kalkstein befindet sich in der ehemaligen Halle in der nordwestlichen Ecke der südwestlichen Reihe. Sie besteht aus vier Säulentrommeln in abnehmender Größe, die mit Holzdübeln und horizontaler Anathyrosis verbunden sind. Die Basis der Säulen in der Halle besteht aus einem Fundament aus Muschelkalk. Darauf liegen zwei viereckige Sockel mit 1,43, beziehungsweise 1,24 m Seitenlänge und ein glatter Torus mit einer Höhe von 22 cm.
Das Kapitell ist der oberste Teil einer Säule und ein Kunstwerk in der plastischen Form einer Protome. Es hat die Aufgabe, die Kräfte der darüber liegenden Last besser zu verteilen. Es ist in gut sichtbaren Positionen angebracht und dient deshalb auch der Verzierung. In der Empfangshalle von Pasargadae wurden verschiedene Typen von Kapitalen entdeckt, die Ernst Herzfeld in vier Gruppen unterteilte. Es sind verschiedenartige Löwen, Stiere und Pferde. Das Pferd ist einzigartig und wurde an keiner anderen Stelle in der achämenidischen Kunst vorgefunden.
Von ursprünglich acht Anten sind drei beschädigte überliefert. Zwei befinden sich auf je einer Seite des südwestlichen und die dritte am südöstlichen Portikus. Auf den drei Anten waren mindestens bis 1840 die Inschrift CMa zu sehen. Heute ist nur noch die Inschrift der südöstlichen Ante erhalten.
Die Reliefs befanden sich an den Eingängen zur Halle. Die Überreste des Nordwesteingangs zeigen menschliche Füße gefolgt von schlanken Beinen, die in Krallen enden. Von assyrischen Reliefs kann abgeleitet werden, dass die eine Figur ein Krieger mit einer gehörnten Kappe darstellt, gefolgt von einem Löwendämon, der in der einen Hand einen Dolch und in der anderen eine Keule schwingt. Am gegenüberliegenden südöstlichen Eingang befinden sich eine Figur mit menschlichen Füßen, kurzen Rock und einem Überwurf in Fischgestalt. Hinter ihm sind die Beine und der Schwanz eines Stiers sichtbar. Der Blick aller Figuren ist gegen außen gerichtet.

### Palast P

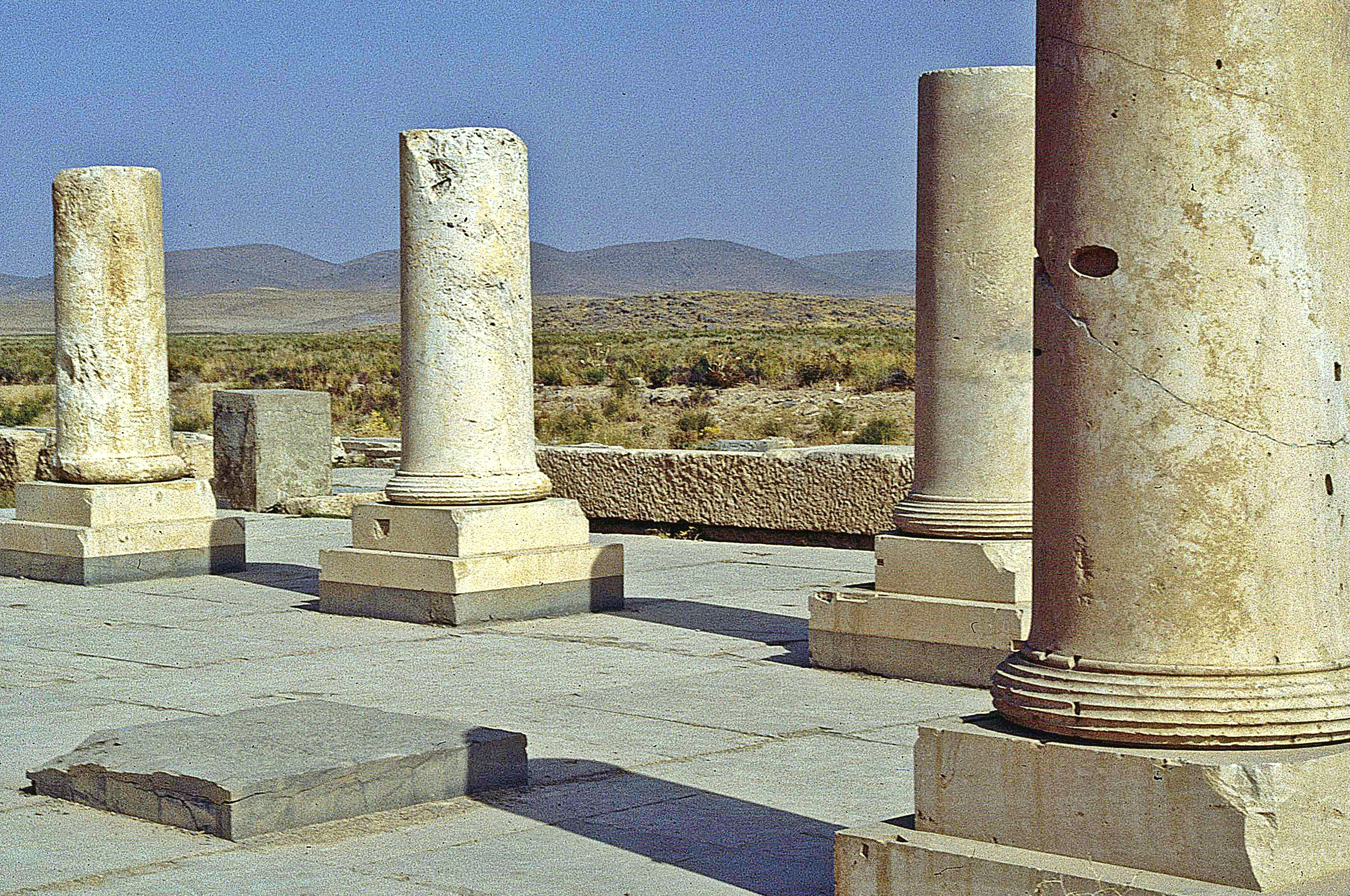
Wiederaufgerichtete Säulenelemente des Palast P. Bemerkenswert sind die Basen, „die zu den Besten gehören, die jemals in Iran hergestellt wurden“

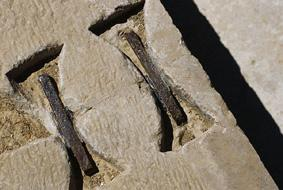
Schwalbenschwanzklammern in Pasargadae

Der Palast P, der vom ersten Ausgräber so bezeichnete Palast mit dem Pfeiler, wird an anderen Stellen der private Palast oder der Residenzpalast des Kyros II. genannt. Früher war die einsame Ante mit der Inschrift CMa herausragend. Nach Restaurationen stehen inzwischen einige der steinernen Säulenelemente wieder am ursprünglichen Standort. Der gesamte Palast weist eine ungefähre Länge von 76 m und eine Breite von 46 m auf. Die Hypstyl-Halle hat fünf Reihen von je sechs Säulen und ist 31,1 m lang und 22,1 m breit. Der lange Portikus im Südosten hat zwei Reihen von je zwanzig Säulen und sein Gegenstück im Nordwesten zwei Reihen von je zwölf Säulen.
Die Basen der Säulen bestehen aus einem doppelten Sockel aus schwarzem und weißen Kalkstein und einem horizontal geriffelten Torus. Sie stehen auf einem Fundament aus Naturstein. Außerhalb von Griechenland und Ionien sind horizontal geriffelte Torus nur im Palast P in Pasargadae zu finden. Sie weisen verschiedene Typen auf. Der ionische Einfluss zeigt sich „im feinen Wulst oder Astragal, der den Übergang zwischen Basis und Schaft markiert, in der sanften Kurve, die die Basis der eigentlichen Säule markiert, und in der manchmal niedrigen Position des größten Durchmessers der Torusscheibe“. Die letztgenannte Besonderheit spiegelt die griechische Tendenz wider, eine Bewegung zu simulieren, in diesem Fall das Gewicht, das auf dem Torus lastet.
Von den Säulen sind nur die unteren Elemente erhalten. Man geht davon aus, dass die Steinsäulen nie fertig gebaut wurden und der obere Teil einer Säule aus Holz bestand und mit Gips eingekleidet war. Sie war wahrscheinlich reich verziert. Es wurden Farbrückstände in den Farben Gelb, Lapis, Türkis, Kupfergrün, Krapp- und Hellrot gefunden. Ebenfalls konnten Verzierungen wie Laufspiralen, Dreiecke und Rauten nachgewiesen werden.
Der Portikus im Südosten wird auch der Thron-Portikus genannt. Der gesamte gepflasterte Steinboden ist 72,5 m lang und 9,35 m tief. Seinen Namen hat er von dem Thron aus weißen Stein, der links vom Eingang steht. Die Anathyrosis-Spuren auf der Oberfläche des Throns weisen darauf hin, dass über dem weißen Stein wahrscheinlich ein schwarzer Stein lag. Ebenso gibt es Hinweise, dass vor dem Thron ein kleiner Steinblock als Fußschemel diente.
Der Palast P hat zwei Eingänge, die die Halle mit den Portikus verbinden. Auf deren Reliefs mit den zwei Figuren ist in den Falten der Kleidung die mehrsprachige Inschrift CMc angebracht.

### Garten

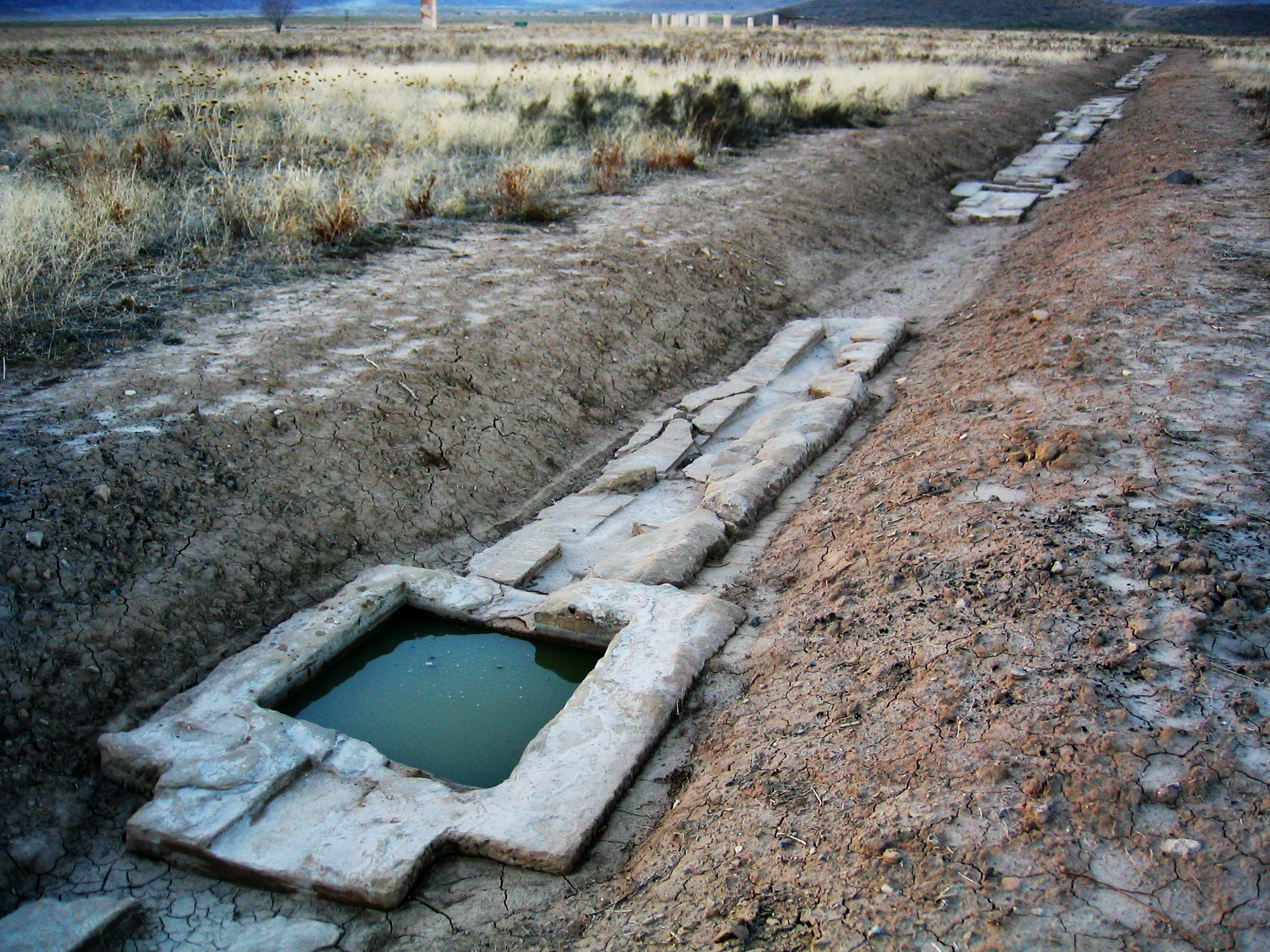
So könnten die steingefassten Kanäle, auch Qanat, genannt in Pasargadae ausgesehen haben

Der Garten in Pasargadae wurde erstmals 1658 von Thomas Browne im Essay The Garden of Cyrus besprochen. Thomas Browne beschäftigte sich vor allem mit dem Quincunx, die Anordnung von Bäumen in einem Karo-Muster, das er mit dem griechischen Kreuz verglich und mit der Kreuzigung Christi verband. Browne betont die Bedeutung klarer Ordnung in der Gartenkunst. Kyros habe Bäume wie seine Armeen angeordnet (englisch Disposing his trees like his armies in regular ordination).
David Stronach identifizierte 1978 die Gärten der Kyros-Residenz. Steingefaßte Kanäle definierten zwei aneinander angrenzende Gärten. Die Kanäle folgen vermutlich einem natürlichen Flussbett und wurden vielleicht auch genutzt, um das Baumaterial zu transportieren. Stronach rekonstruierte einen Tschāhār Bāgh von 145 × 112,5 m Fläche. Seine Grenzen wurden durch kleinere Kanäle definiert, die zu der Querwand des Palastes im Norden und einem kleinen Pavillon (Pavillon A im Gegensatz zum Pavillon B im Westen der Gartenanlage) im Süden führten. Stronach nahm an, dass der Thron des Kyros in der Achse eines der Gärten stand. Der Pavillon hatte eine steinerne rechteckige Basis, die 11,5 × 10,2 m maß. Im Nordosten und Südwesten besaß das Bauwerk jeweils einen Portikus, 17 m lang und 4,3 m breit, der über das Gebäude hinausragte. Von dem Gebäude selbst haben sich nur wenige Reste erhalten. Bei den britischen Ausgrabungen in den 1960er Jahren wurden beim südwestlichen Portikus Juwelen in einem Wasserbehälter von ursprünglich 60 cm gefunden. Die 1162 Objekte werden auf das 5. bez. 4. Jahrhundert v. Chr. datiert. Die Schmuckstücke befinden sich heute im Iranischen Nationalmuseum.
Eine steinerne Brücke führte über einen der Hauptkanäle. Sie war 15,6 m lang und 16 m breit und mit drei Säulenreihen versehen, die in ca. 4 m Abstand errichtet waren und einen Durchmesser von ca. 90 cm hatten. Sie waren ursprünglich ca. 2 m hoch und besaßen kein Kapitell.
Weitere Kanäle wurden im Zuge einer mehrjährigen geomagnetischen Untersuchung durch ein gemeinsames Team des Ministeriums Iranian Cultural Heritage Handicrafts and Tourism Organisation (ICHHTO), dem Iranian Centre for Archaeological Research (ICAR) und der Universität von Lyon entdeckt.

### Zendan-e Soleymān

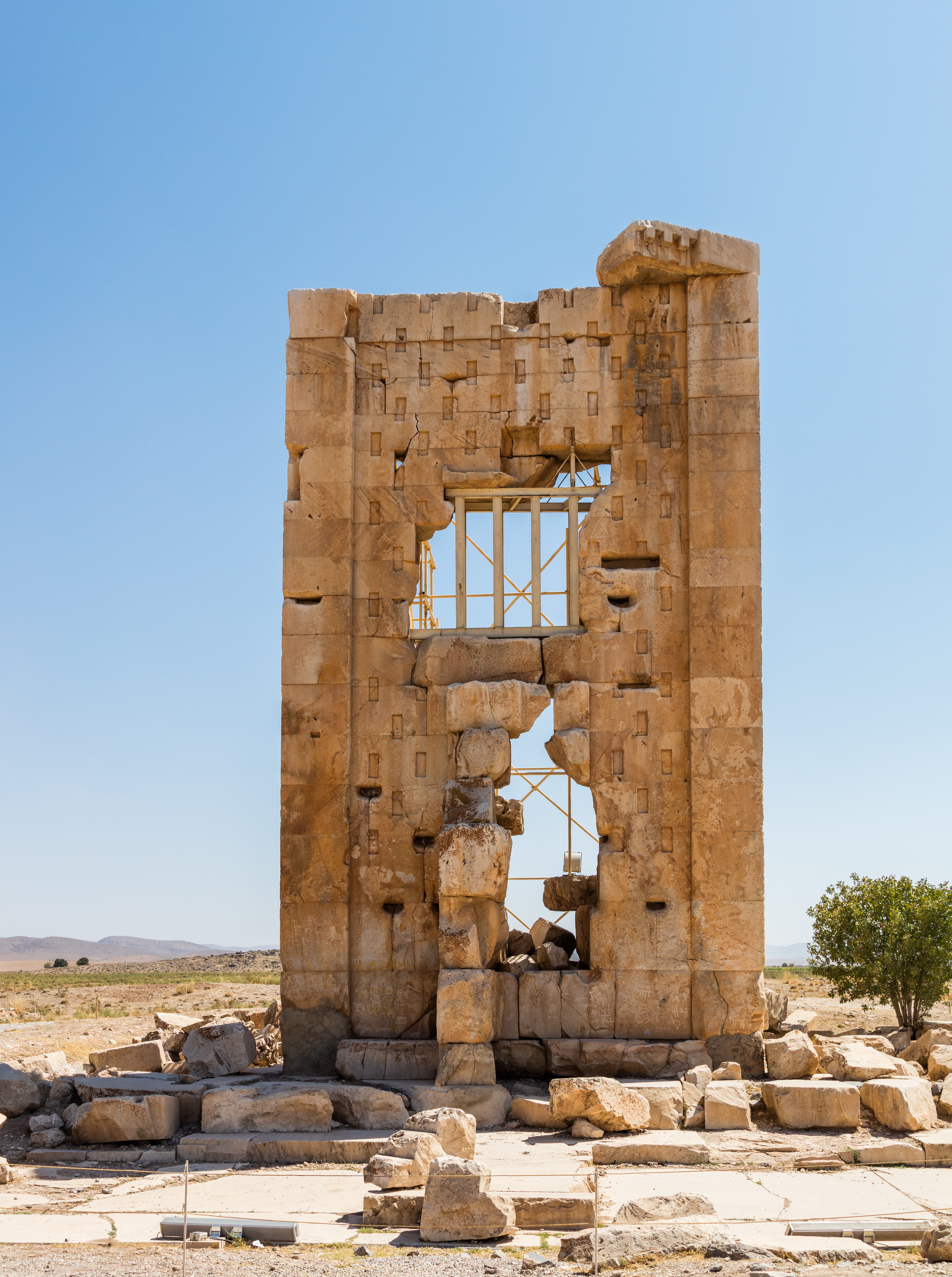
Der Eingangsbereich des Zendan von Nordwesten

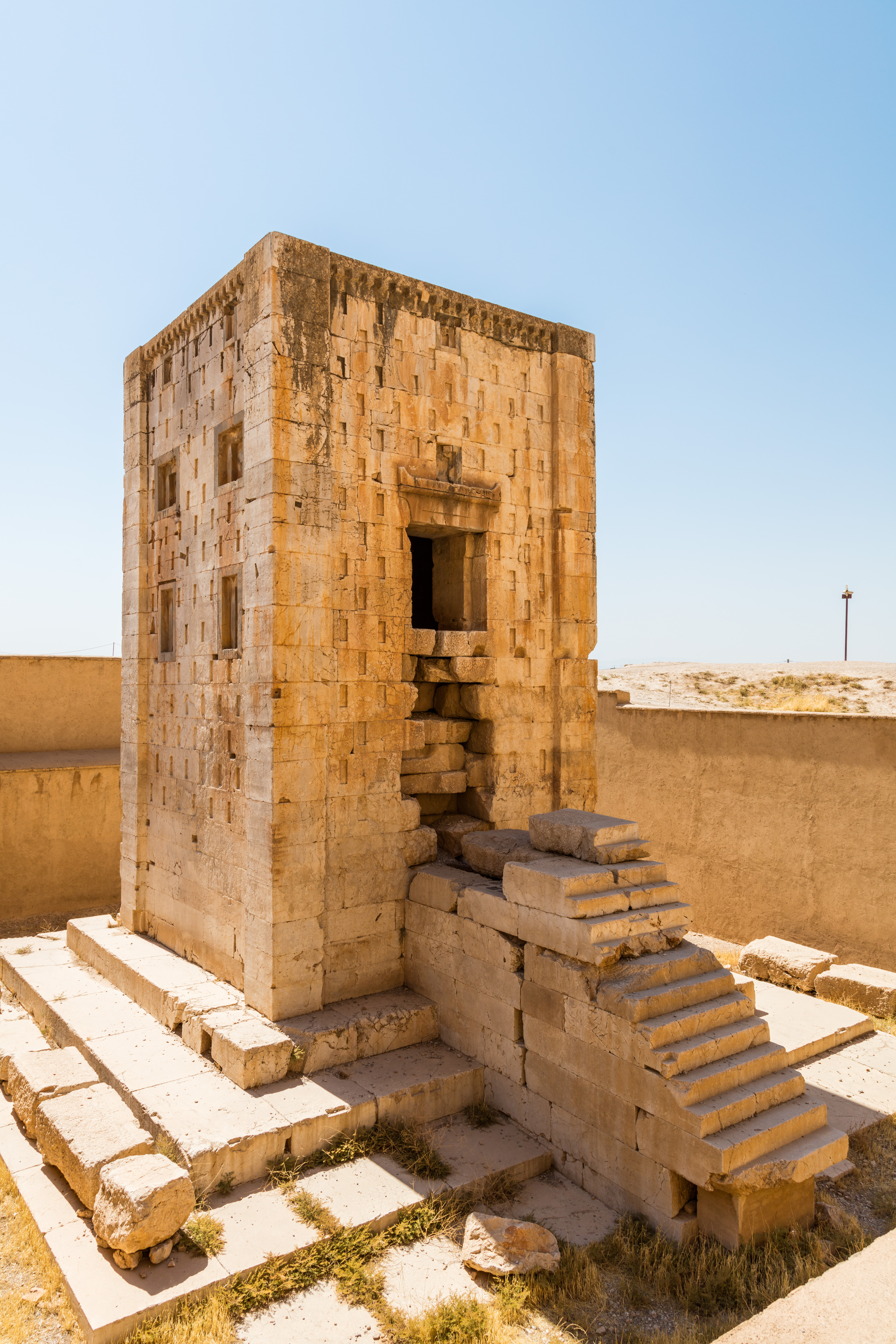
Der Kaʿbe-ye Zartuscht von Naqsch-e Rostam zum Vergleich

Der Zendan wird von der lokalen Bevölkerung Zendan-e Soleymān (Das Gefängnis des Salomons) genannt. Der Turm mit einer Gesamthöhe von über 14 m liegt im nördlichen Teil des Palastgebiets von Pasargadae. Die stark beschädigte Struktur ähnelt dem Kaʿbe-ye Zartuscht in Naqsch-e Rostam, die beide einzigartig in der Architekturlandschaft der Achämeniden sind. Sie stimmen in den Größen, der Erscheinung und der Konstruktion überein, so dass der Zendan als Prototyp des Kaʿbe-ye Zartuscht gelten kann. Wenn die beiden Gebäude in den Details verglichen werden wie zum Beispiel bei den Verläufen der Steinblöcke, wird sichtbar, „dass die achämenidische Steinmetzkunst unter Kyros ihre Blütezeit erlebte und nie wieder denselben Grad an Exzellenz erreichte“.
Der Zendan war ursprünglich ein beinahe quadratischer weißer Turm mit einer Seitenlänge von 7,25, beziehungsweise 7,33 m. Er stand auf einer dreistufigen Plattform, von der die unterste halb so hoch war wie die beiden darüber liegenden. Im oberen Teil des Turms befanden sich an drei Seiten drei Reihen blinde Fenster aus schwarzem Kalkstein. Ein verzahntes Gesims unterhalb eines niederen Pyramidendachs diente der Verzierung. Die Eingangstreppe im Nordwesten führte zu einem einzigen fensterlosen Raum. Über dem Eingang waren zwei kleine blinde Fenster angebracht. Alle vier Seiten der Mauer waren durch fünfzehn Reihen regelmäßig versetzter rechteckiger Vertiefungen gekennzeichnet, die ein Spiel mit Licht und Schatten erzeugten.
Die Mauer bestand aus großen gleichmäßigen weißen Steinblöcken, die in den Ecken verstrebt und mittels der Anathyrosis-Technik verbunden waren. Die Steinblöcke der Mauer, der Verstrebungen und der Steinschichten der Treppe bildeten eine durchgehende gerade horizontale Linie. Die Absätze der Treppenstufen waren auf die Höhen der anderen Grundeinheiten des Gebäudes abgestimmt und bildeten mit ihnen ebenfalls gerade Linien: so bei den Plattformen (1 Stufe und dann je 2 Stufen), den unteren drei Steinblöcken (je 4 Stufen) und den darüber liegenden Blöcken (je 3 Stufen). Insgesamt handelte es sich um 29 Stufen, die der Treppe eine Gesamtlänge von 8,02 m und 7,76 m Höhe gaben. Vom Eingang ist wenig erhalten, aber man vermutet, dass die Türe 1,77 m hoch und 94 cm breit war. Die einzige Inschrift, die dem Zendan zugeschrieben wird, ist das Fragment der Zendan-Inschrift, das 1952 von der iranischen Expedition unter der Leitung von Ali Sami auf der südwestlichen Seite gefunden wurde.
Der Zendan wird auf die zweite Hälfte der Regierungszeit von Kyros II. datiert. Seine Funktion konnte bis heute nicht geklärt werden. Manche vermuten einen religiösen Hintergrund und Andere sehen in ihm eine seltene Form eines königlichen Grabes. Eine dritte Meinung schätzt ihn als Verwahrungsort für wichtige königliche oder religiöse Objekte ein. Gemäß einer klassischen Quelle, die nach der Meinung der Wissenschaft mit Vorsicht zu genießen ist, könnte der Zendan der Ort für königliche Zeremonien gewesen sein, wie zum Beispiel die Krönungszeremonie eines neuen Königs.

### Heiliger Bezirk

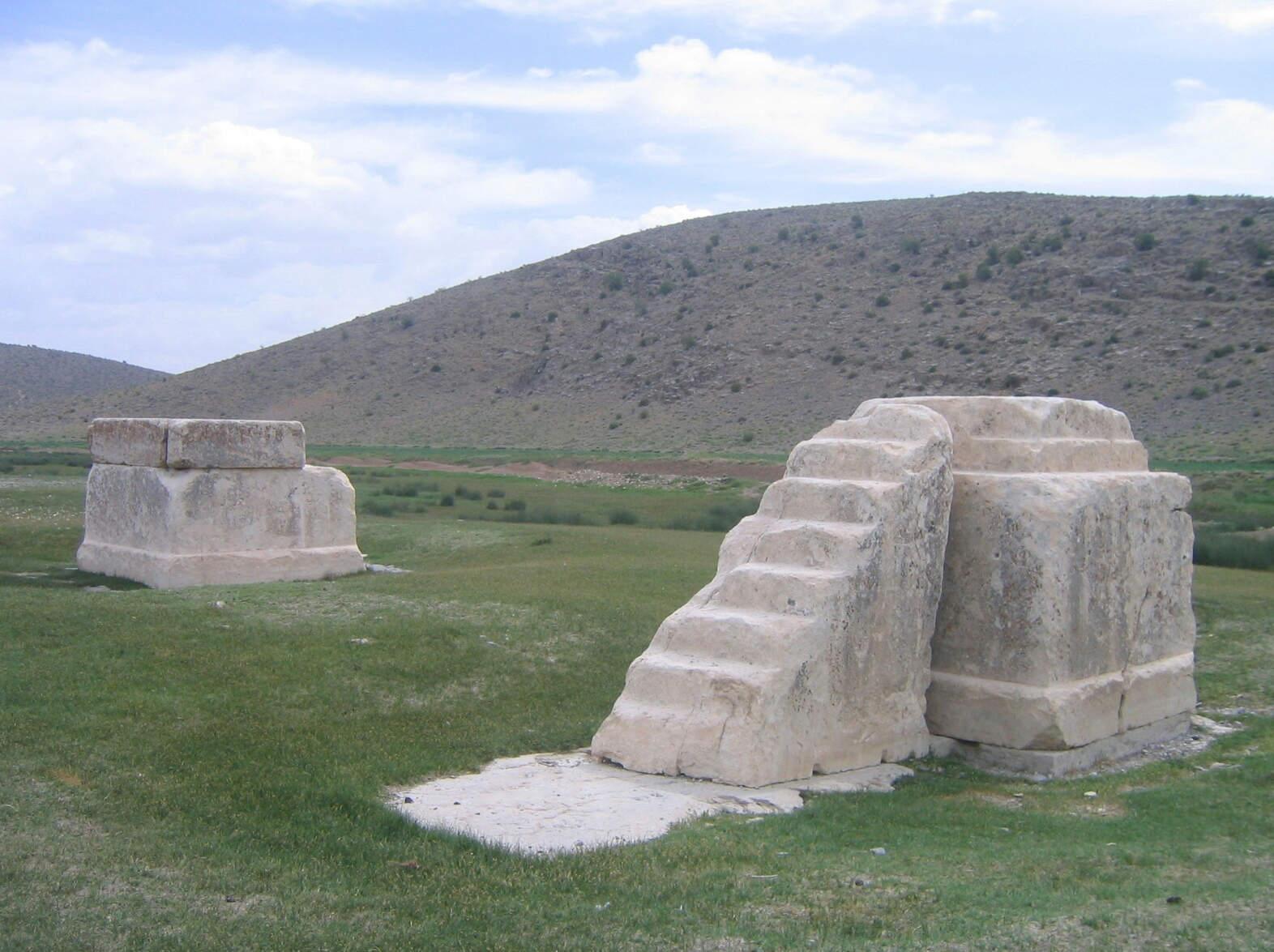
Die beiden Plinthe im heiligen Bezirk

Der Weg zum heiligen Bezirk führt etwa 800 m vom Palast P über eine steinerne Brücke Richtung Nordwesten. Heute sind noch zwei Plinthe aus Kalkstein, eine terrassenförmige Anhöhe und Teile der Mauer, die den heiligen Bezirk umschlossen hat, zu sehen. Die südliche Plinthe hat eine Abdeckung und ist innen hohl, um das Gewicht zu verringern. Auf die Plattform führt eine Treppe. Das Bauelement hat eine Höhe von 2,16 m und ist quadratisch mit einer Seitenlänge von 2,43 m. Unter der Plinthe wurde bei Ausgrabungen ein Fundament mit einer Höhe von 90 cm entdeckt. Die nördliche Plinthe ist 2,10 m hoch und hat eine Seitenlänge von 2,8 m. Sie ist ebenfalls hohl und hat ein Fundament von über einem Meter. Auf diese Plattform führt keine Treppe. Man nimmt an, dass der König auf die südliche Plinthe hinaufgestiegen ist, um die religiösen Zeremonien vor einem treppenförmigen Altar auszuführen, der auf der nördlichen Plinthe gestanden hat.
Auf dem Gebiet von Pasargadae wurden drei Fragmente von treppenförmigen Altären gefunden. Dieser Typ von Altar wurde in der Vergangenheit oftmals als Feueraltar bezeichnet. Das vollständigste Fragment wurde 2 km südwestlich vom Grabmal des Kyros II. gefunden. Das zweite entdeckte man in einem Obstgarten 300 m vom Grabmal entfernt und das dritte in einem Flussbett im Südosten des Gebiets in der Nähe von Tang-i Bulaghi.
Die terrassenförmige Anhöhe ist 74,85 m lang und zwischen 46,65 und 50,4 m breit. Sie hebt sich über 50,4 m vom umliegenden Gebiet ab. Sie besteht aus fünf Terrassen mit ursprünglich zwei Zugängen im Norden und Nordosten. Auf der dritten Terrasse wurde ein kleiner Schatz mit Goldobjekten gefunden. Die Anlage mit den Terrassen wird auf einen späteren Zeitpunkt als die beiden Plinthe datiert, die wahrscheinlich von Kyros II. erstellt wurden. Die Terrassen könnten aus achämenidischer oder post-achämenidischer Zeit stammen.

## Entdeckungsgeschichte und Archäologie

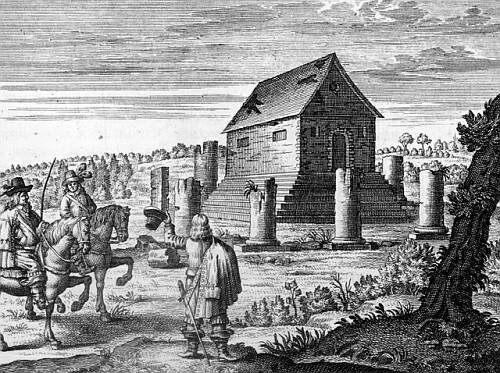
Zeichnung des Grabmals von Johann Albrecht von Mandelslo

Der erste Europäer, der Pasargadae besuchte, war wahrscheinlich Giosafat Barbaro 1474. Von ihm ist überliefert, dass das Grab von Kyros II. unter dem Namen „Das Grab der Mutter von Salomo“ bekannt war. 1638 beschrieb Johann Albrecht von Mandelslo das Grab als „kleine Kapelle aus weissem Marmor, die über ein treppenförmiges Mauerwerk“ erreichbar war. Ihm erzählten Karmeliten aus Schiras, dass es sich um „die Grabstätte der Mutter von Schah Sulaiman, dem vierzehnten Kalifen“ handelte. 1672 berichtete der Holländer John Struys, dass das Grab in der Murghab-Ebene zu einem Pilgerort von Frauen geworden war. 1706 bezweifelte Cornelis de Bruyn als erster die Zuweisung des Grabes an die Mutter von Salomo, da dieser doch selbst das „Heilige Land“ nie verlassen habe und es daher unwahrscheinlich sei, dass er seine Mutter außerhalb des Landes begraben ließ.
Im 19. Jahrhundert häuften sich die Berichte, von denen die wichtigsten im Folgenden aufgeführt sind. James Morier berichtete 1812 erstmals über Einzelheiten und brachte die Ruinen in Verbindung mit der alten Stadt Pasargadae, wie sie von den klassischen Schriftstellern beschrieben worden war. Ihm folgten 1820 Georg Friedrich Grotefend, 1821 William Ouseley, 1821 Robert Ker Porter, 1839 Claudius James Rich, 1852 Charles Texier, 1851–1854 Eugène Flandin und Pascal Coste. Die ersten Photographien erstellte Franz Stolze 1882. Einer der letzten Besucher im 19. Jahrhundert waren George Curzon und der französische Archäologe Marcel-Auguste Dieulafoy.
Im Jahr 1907 wurde der deutsche Archäologe Ernst Herzfeld (1879–1948) an der Universität Berlin mit einer Dissertation Pasargadae. Aufnahmen und Untersuchungen zur Persischen Archäologie bei Eduard Meyer promoviert. Herzfeld hatte die Ruinen von Pasargadae 1905 erstmals besucht. Die ersten systematischen Ausgrabungen erfolgten im Jahr 1928 durch Herzfeld und seinen Assistenten Friedrich Krefter mit finanzieller Unterstützung der Notgemeinschaft der deutschen Wissenschaft.
Später wurde Pasargadae von iranischen und 1961 bis 1963 unter David Stronach auch von britischen Archäologen erforscht. Ein bedeutender Teil der ersten Grabungsdokumentationen und Fragmente von Wandmalereien aus Pasargadae befinden sich heute im Ernst Herzfeld Nachlass in der Freer Gallery of Art in Washington, DC.